# Île d'Arz

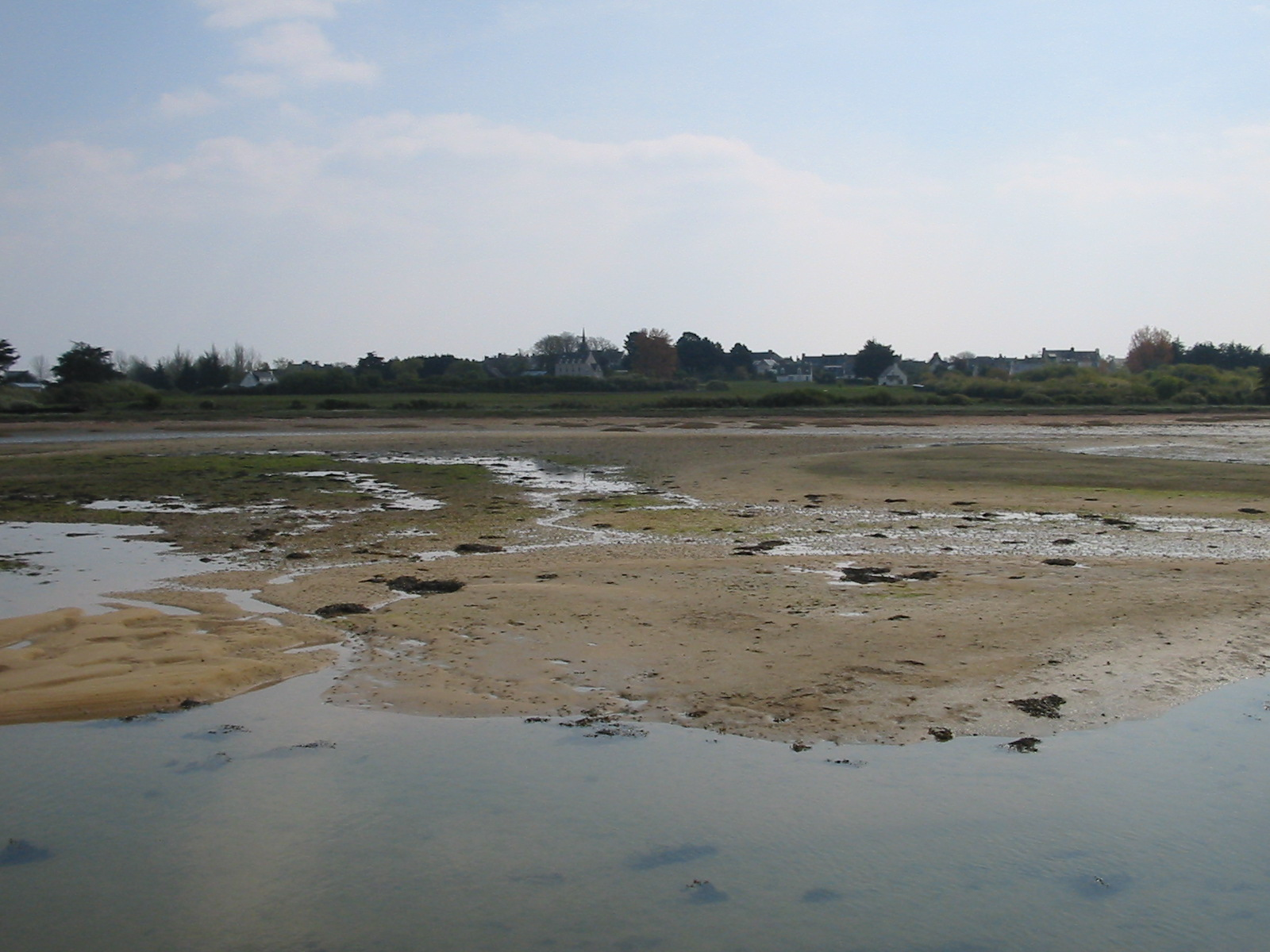
Het eiland Arz (zicht vanaf het vasteland)

Île d'Arz is een eiland in Bretagne, in de Golf van Morbihan ten oosten van het eiland Île aux Moines en ten zuiden van de stad Vannes. De gemeente op het eiland heet ook Île-d'Arz (maar geschreven met een streepje).